# Charlotte Hughes
Charlotte Marion Hughes, z domu Milburn (ur. 1 sierpnia 1877 w Marske, zm. 17 marca 1993 w Redcar) – Brytyjka, znana z długowieczności, rekordzistka długości życia w Wielkiej Brytanii. W chwili śmierci była 2. pod względem wieku żyjącą osobą na świecie za Francuzką Jeanne Calment (ur. 21 lutego 1875, zm. 4 sierpnia 1997).

## Życiorys
Była z zawodu nauczycielką. Dopiero po przejściu na emeryturę w wieku 63 lat wyszła za mąż za rówieśnika, byłego wojskowego Noela Hughesa. Zmarł on w 1980 w wieku 103 lat. Do 1991 Charlotte Hughes mieszkała sama, następnie ze względu na kłopoty z chodzeniem przeniosła się do domu opieki w Redcar.
Od września 1988, po śmierci Szkotki Kate Begbie, była uważana za najstarszą żyjącą osobę w Wielkiej Brytanii. W 1992 została rekordzistką długości życia w Wielkiej Brytanii, po osiągnięciu wieku Anny Elizy Williams (114 lat i 208 dni), uważanej w 1987 za najstarszego żyjącego człowieka na świecie. Samej Hughes tytuł ten nie przypadł, chociaż dożyła 115 lat i 228 dni, żyła bowiem w tym czasie Francuzka Jeanne Calment, absolutna rekordzistka długości życia ludzkiego (przeszło 122 lata). Wiek Charlotte Hughes plasuje ją na 32. miejscu w historii pod względem długości życia.